# Bear Creek (Alaska)
Bear Creek (englisch für „Bären-Bach“) ist ein Ort und ein census-designated place (CDP) im Kenai Peninsula Borough in Alaska. Das U.S. Census Bureau ermittelte bei der Volkszählung 2020 eine Einwohnerzahl von 2129.

## Geographie
Bear Creek liegt im Südosten der Kenai-Halbinsel am linken Flussufer des Resurrection River. Bear Creek ist ein etwa 4 km nordnordöstlich von Seward gelegener Vorort. Zentral im CDP-Gebiet befindet sich der Bear Lake, dessen Abfluss, der namengebende Bach Bear Creek, zum Salmon Creek fließt. Im Nordwesten reicht das CDP-Gebiet bis zum Lost Lake. Entlang der nordöstlichen CDP-Grenze verläuft der South Fork Snow River. Im Norden grenzt das Bear Creek CDP an das Primrose CDP, im Süden an die „City of Seward“. Der Seward Highway (Alaska Route 9) durchquert das census-designated place in Nord-Süd-Richtung.

## Geschichte
Bear Creek wurde im Jahr 2000 ein census-designated place.

## Demografie
Zum Zeitpunkt der Volkszählung im Jahre 2020 (U.S. Census 2020) hatte Bear Creek 2129 Einwohner auf einer Landfläche von 99,28 km². Von den Einwohnern waren 1660 Weiße, 10 afrikanisch-amerikanischer Abstammung, 142 Indigene sowie 44 Asiaten. Beim Zensus im Jahr 2000 wurden 1748 Einwohner gezählt, 2010 waren es 1956. Somit war die Bevölkerungsentwicklung der letzten Jahre ansteigend.